# Spökparken
Spökparken är en park i Vasastan i centrala Stockholm. Den flankeras i norr av Stockholms högskolas, senare
Stockholms universitets, tidigare huvudbyggnad på Kungstensgatan 45, i väster av Schefflerska palatset på Drottninggatan 116, även känt som Spökslottet, och Sveriges lantbruksuniversitet (tidigare Teknologiska institutet, föregångare till Kungliga Tekniska Högskolan). I öster ligger Handelshögskolans fastighet kvarteret Luftspringaren på Holländargatan 32 (tidigare Stockholms universitets kårhus.
| ”            | Jag släppte sällan taget om Mormors hand. Särskilt då vi passerade Spökparken var jag angelägen att hålla hårt fast i den. Jag kunde tidigt berätta för en häpen omvärld, att jag visserligen aldrig sett några spöken, men att jag mycket väl visste hur de luktade. För det hade jag nog känt vid Spökparken. Senare lärde jag mig, att det var från färgfabrikerna utmed Holländargatan som lukten kom. | „ |
| – Bo Ancker, | |   |

Spökparken är Stockholms enda byggnadsminnesmärkta park. Den anses vara kulturhistoriskt värdefull genom sin blandning av 1700-tals barockträdgård med lusthuset och den symmetriska uppbyggnaden kring en mittaxel och 1800-tals engelsk park med slingrande stigar och stora lövträd.

## Bilder

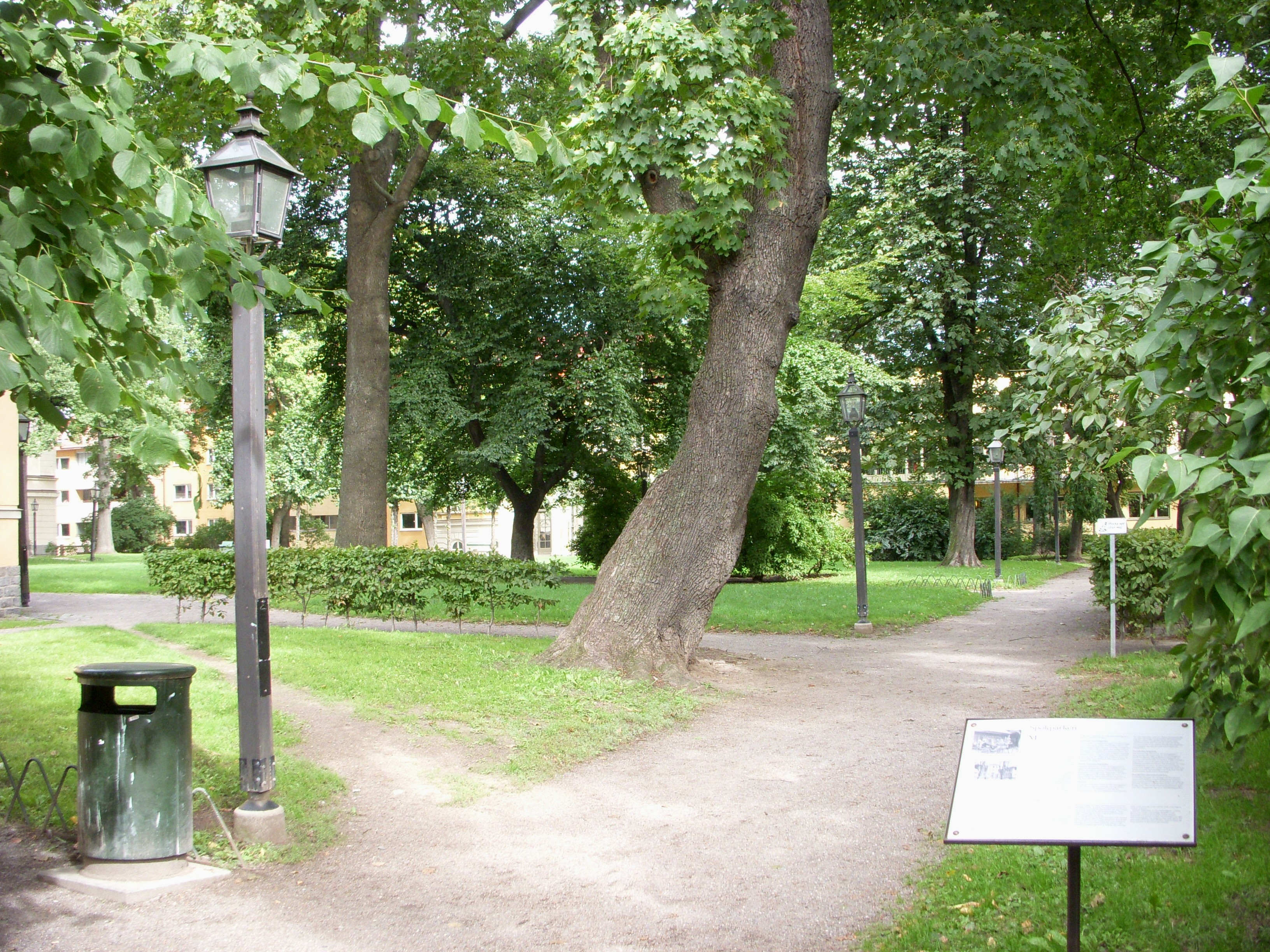
Vy från Drottninggatan
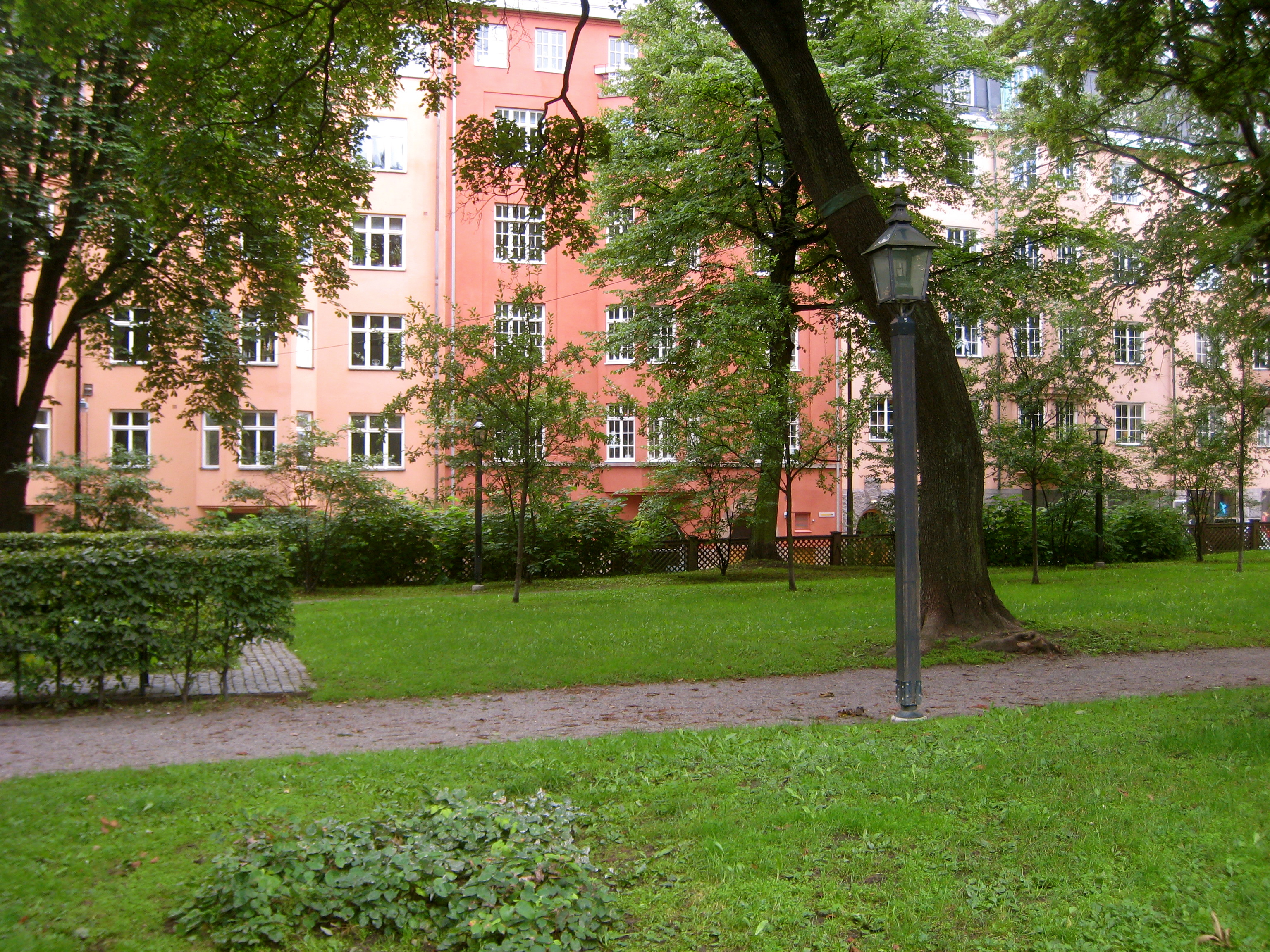
Vy mot söder och Rådmansgatan
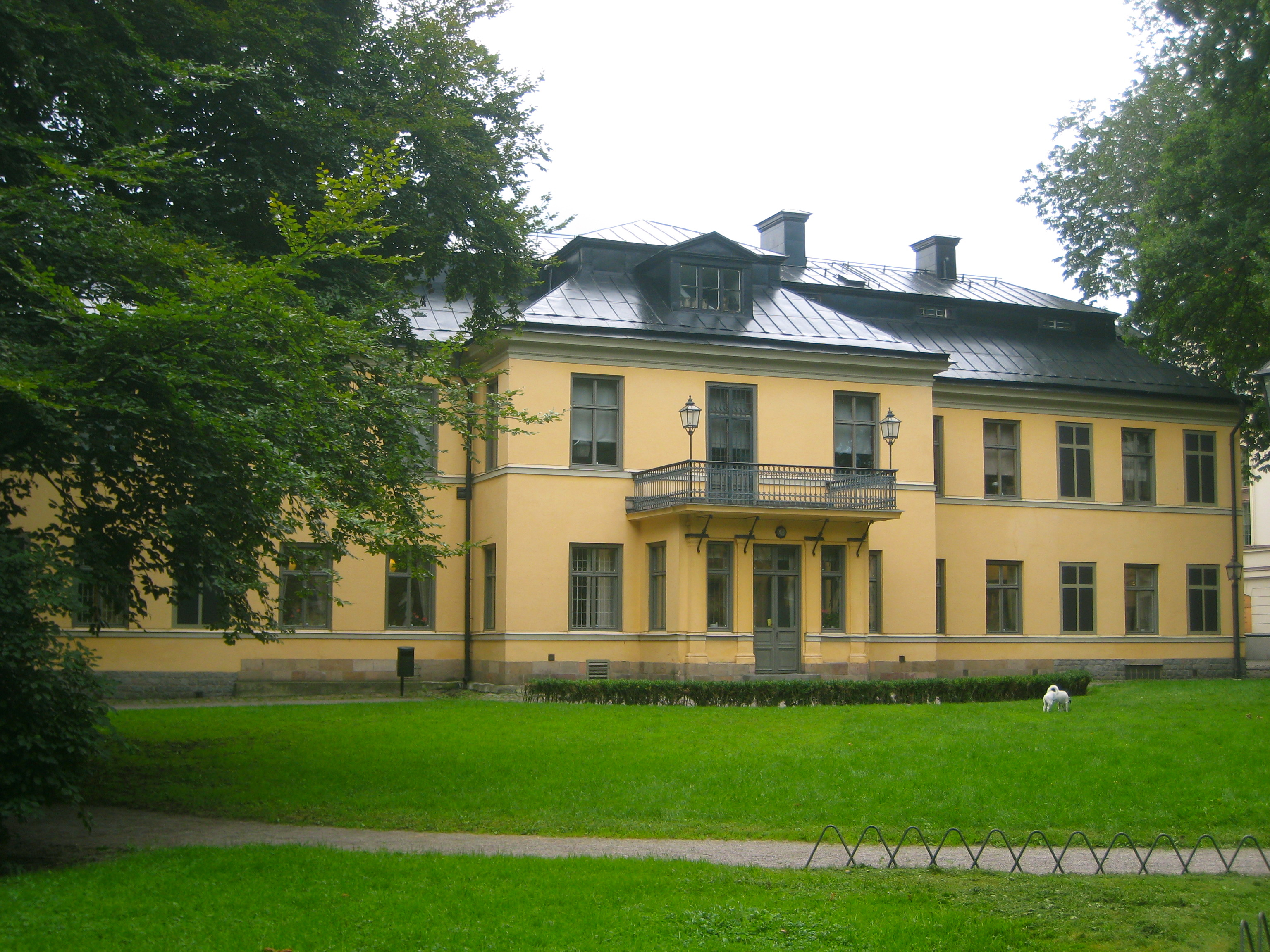
Schefflerska palatsets fasad mot parken
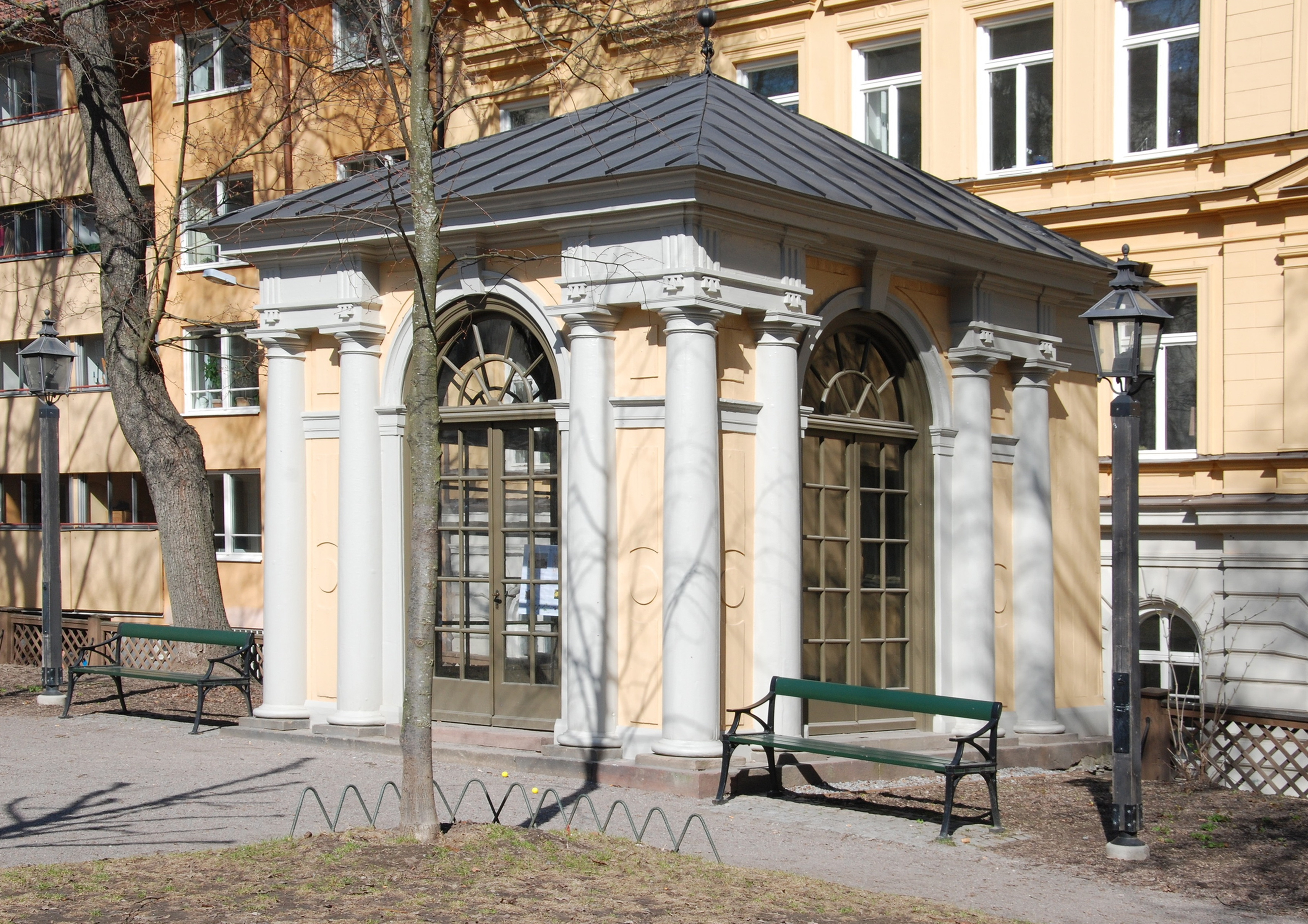
Det bevarade lusthuset från 1700-talet